# Записки об Испанской войне
Записки об Испанской войне (лат. De Bello Hispaniensi) — сочинение, прежде приписываемое Гаю Юлию Цезарю.
Труд посвящён войне с последними приверженцами соперника Цезаря Гнея Помпея Великого в Испании. Есть предположение, что автором рукописи был друг Цезаря Авл Гирций, но оно было опровергнуто. Скорее всего Гирций был редактором «Записок», также как и «Записок об Африканской войне». Текст сочинения повреждён в некоторых местах, он сохранился всего в нескольких рукописях. На русский язык труд в первый раз был переведён в 1857 году. В 2006 году был опубликован современный перевод памятника, выполненный историком Юлием Циркиным.